# 布蘭太爾縣
15°30′S 35°00′E / 15.500°S 35.000°E
布蘭太爾縣（Blantyre District）是馬拉維南部的一個縣，屬於南部區的一部分，該縣北面和西面是姆萬扎縣，東北面是松巴縣，東接奇拉祖盧縣，南毗乔洛县，東南面是奇夸瓦县，西鄰姆萬扎縣，面積2,012平方公里，人口809,397。